# Dominique De Bruyne
Dominique De Bruyne (Gent, 17 maart 1965) is een Vlaamse auteur van detectives en kinderboeken en gothic novels.

## Biografie
Dominique De Bruyne is geboren en getogen in Gent. Op jonge leeftijd is ze vertrokken naar de Verenigde Staten en reisde daar de oostkust af. Ze combineert haar baan met het schrijven van thrillers en voorleesboeken.
Haar debuut-thriller, getiteld De laatste grens, verscheen in 2020. Het werd het eerste deel in een trilogie met FBI-agente Mijanou als hoofdfiguur. Naast detectives schrijft de auteur ook kinderboeken. Het kinderboek Op zoek verscheen in 2020 met illustraties van Selina de Maeyer.
Naast het schrijven houdt De Bruyne zich bezig met klassieke rock, dieren, reizen. Ze woont met haar partner in Mariakerke bij Gent.